# Ambasada Wietnamu w Polsce
Ambasada Wietnamu w Polsce, Ambasada Socjalistycznej Republiki Wietnamu (wiet. Đại sứ quán Việt Nam tại Ba Lan) – wietnamska placówka dyplomatyczna mieszcząca się w Warszawie przy ul. Resorowej 36.

## Podział organizacyjny
W skład przedstawicielstwa wchodzi:
- Sekcja Dyplomatyczna (wiet. Cán bộ ngoại giao)
  - Komisja ds. Społeczności Wietnamskiej, Kultury i Prasy (wiet. Ban Cộng đồng Việt Nam, Văn hóa, Báo chí)
- Biuro Attache ds. Handlu (wiet. Văn phòng Tùy viên Thương mai)
  - Wietnamskie Biuro Handlowe w Polsce (wiet. Văn phòng Thương vụ Việt Nam tại Ba Lan), Warszawa, ul. Łucka 20/87[5]
- Sekcja Konsularna (wiet. Bộ phận lãnh sự)
- Biuro Attaché Obrony (wiet. Văn phòng Tùy viên Quốc phòng)

## Siedziba
Stosunki dyplomatyczne pomiędzy Polską a Wietnamem Północnym  zawarto w 1950. W 1955 władze tego kraju otworzyły w Warszawie ambasadę. W latach 1956–1959 ambasada mieściła się przy ul. Chodkiewicza 1, w latach 1961–1980 przy ul. Chocimskiej 18, w 1981–1991 przy ul. Kawalerii 5, w 1993–2009 przy ul. Kazimierzowskiej 14, od 2009 przy ul. Resorowej 36.
Wydział Handlowy Ambasady mieścił się przy ul. Racławickiej 114 (1964), ul. Świętokrzyskiej 36 (1990–1993), ul. Polnej 48 (2001–), obecnie przy ul. Łuckiej 20/87 (2018–).
W latach 1966–1976 w Warszawie funkcjonowało też Stałe Przedstawicielstwo Narodowego Frontu Wyzwolenia Wietnamu Południowego, z siedzibą w willi z 1926 prof. Kazimierza Tołłoczki przy ul. Myśliwieckiej 14 (1969–1975), podniesione w 1976 do rangi ambasady. Obecnie w budynku mieści się Ambasada Tunezji (1990–).
W 1976 oba państwa – Demokratyczna Republika Wietnamu oraz Republika Wietnamu formalnie połączyły się, de facto struktury administracyjne Wietnamu Północnego objęły zarządzanie również Wietnamem Południowym.